# Піош (Невада)
Піош (англ. Pioche) — переписна місцевість (CDP) в США, в окрузі Лінкольн штату Невада. Населення — 933 особи (2020).

## Географія
Піош розташований за координатами 37°57′7″ пн. ш. 114°26′36″ зх. д. / 37.95194° пн. ш. 114.44333° зх. д. (37.951972, -114.443453).  За даними Бюро перепису населення США в 2010 році переписна місцевість мала площу 15,94 км², уся площа — суходіл.

### Клімат
| Клімат : Піош                                            | Клімат : Піош | Клімат : Піош | Клімат : Піош | Клімат : Піош | Клімат : Піош | Клімат : Піош | Клімат : Піош | Клімат : Піош | Клімат : Піош | Клімат : Піош | Клімат : Піош | Клімат : Піош | Клімат : Піош |
| Показник                                                 | Січ.          | Лют.          | Бер.          | Квіт.         | Трав.         | Черв.         | Лип.          | Серп.         | Вер.          | Жовт.         | Лист.         | Груд.         | Рік           |
| Абсолютний максимум, °C                                  | 19,4          | 22,2          | 25,0          | 27,8          | 32,8          | 38,9          | 40,6          | 37,2          | 35,6          | 30,0          | 23,3          | 20,0          | 40,6          |
| Середній максимум, °C                                    | 5,4           | 7,7           | 10,7          | 15,2          | 20,2          | 26,5          | 30,4          | 29,2          | 24,7          | 18,3          | 10,5          | 6,3           | 17,1          |
| Середній мінімум, °C                                     | −6,2          | −4,4          | −2,1          | 1,3           | 6,2           | 11,1          | 14,8          | 13,8          | 9,6           | 3,5           | −2,4          | −6,1          | 3,3           |
| Абсолютний мінімум, °C                                   | −23,9         | −22,2         | −15,6         | −11,1         | −6,1          | −1,1          | 6,1           | 3,3           | −3,9          | −15,6         | −16,7         | −22,2         | −23,9         |
| Норма опадів, мм                                         | 38            | 40            | 46            | 24            | 30            | 13            | 23            | 32            | 24            | 29            | 24            | 25            | 348           |
| Днів з опадами                                           | 5,1           | 5,3           | 6,3           | 3,9           | 5,0           | 3,0           | 3,9           | 5,2           | 3,6           | 4,0           | 3,3           | 3,9           | 52,5          |
| Днів зі снігом                                           | 2,6           | 1,8           | 0,7           | 0,6           | 0,1           | 0,1           | 0,0           | 0,0           | 0,0           | 0,3           | 0,5           | 1,0           | 7,7           |
| -------------------------------------------------------- | ------------- | ------------- | ------------- | ------------- | ------------- | ------------- | ------------- | ------------- | ------------- | ------------- | ------------- | ------------- | ------------- |
| Джерело: National Oceanic and Atmospheric Administration |               |               |               |               |               |               |               |               |               |               |               |               |               |

## Демографія
Згідно з переписом 2010 року, у переписній місцевості мешкали 1002 особи в 351 домогосподарстві у складі 212 родин. Густота населення становила 63 особи/км².  Було 564 помешкання (35/км²).
Расовий склад населення:
| - 86,9 % — білих - 7,4 % — чорних або афроамериканців - 1,3 % — корінних американців - 1,1 % — азіатів - 0,2 % — вихідців з тихоокеанських островів - 1,9 % — осіб інших рас |

До двох чи більше рас належало 1,2 %. Частка іспаномовних становила 7,7 % від усіх жителів.
За віковим діапазоном населення розподілялося таким чином: 17,3 % — особи молодші 18 років, 66,3 % — особи у віці 18—64 років, 16,4 % — особи у віці 65 років та старші. Медіана віку мешканця становила 40,5 року. На 100 осіб жіночої статі у переписній місцевості припадало 166,5 чоловіків;  на 100 жінок у віці від 18 років та старших — 181,0 чоловіків також старших 18 років.
За межею бідності перебувало 42,5 % осіб, у тому числі 66,4 % дітей у віці до 18 років та 0,0 % осіб у віці 65 років та старших.
Цивільне працевлаштоване населення становило 177 осіб. Основні галузі зайнятості: роздрібна торгівля — 36,2 %, публічна адміністрація — 24,3 %, сільське господарство, лісництво, риболовля — 23,7 %.